# أبو ملعقة
أبو ملعقة (الاسم العلمي: Platalea) هو اسم شائع لمجموعة من الأنواع لجنس أبو ملعقة (Platatea) والتي تنتمي لفصيلة أبو منجليات. ويشتهر بوجود منقار يشبه كثيرا الملعقة. وهو من الطيور التي تفرخ في جزيرة بوبيان ويعتبر في الكويت مقيم شائع ويكاثر.

## قائمة بالأنواع
وفقا لتصنيف المرجعية (الإصدار 2.2، 2009) للمؤتمر الدولي للطيور(نظام النشوء والتطور):
- أبو ملعقة أوراسي Platalea leucorodia. لينيوس.1758.
- أبو ملعقة صغير. Platalea minor. تيممنيك وشليجل.1849.
- أبو ملعقة أفريقي. Platalea alba. سكوبولي. 1876.
- أبو ملعقة ملكي. Platalea regia. جولد.1838.
- أبو ملعقة أصفر المنقار. Platalea flavipes. جولد.1838.
- أبو ملعقة الوردي. Platalea ajaja. لينيوس.1758.

## اقرأ أيضا
- تطور الطيور
- النحام الكبير فنتير
- بلشون رمادي
- أبو قردان (بلشون البقر)
- بلشون الصخر
- حذف شتوي (بطة)